# Marco Mancassola
Marco Mancassola (Vicenza, 1973) è uno scrittore italiano.

## Biografia
Nato in Veneto, vive a Londra.
Esordisce nel 2001 con il romanzo Il mondo senza di me, pubblicato dalla piccola casa editrice Pequod,  e quindi ripubblicato nella collana Oscar Mondadori.
In seguito pubblica il romanzo breve Qualcuno ha mentito (Arnoldo Mondadori Editore 2004), uscito in Francia con la traduzione di Vincent Raynaud in una versione ampliata con il titolo Les limbes: Trois récits visionnaires (Gallimard 2010).
Nel 2005 pubblica il saggio narrativo Last Love Parade – Storia della cultura dance, della musica elettronica e dei miei anni (Arnoldo Mondadori Editore). Il libro verrà ripubblicato in una versione aggiornata da il Saggiatore nel 2012 e in edizione francese dall'editore indipendente La dernière goutte nel 2016. Sempre nel 2005 pubblica il racconto autobiografico Il ventisettesimo anno (Minimum Fax) in cui racconta un passaggio della sua giovinezza.
Nel 2008 è la volta del romanzo La vita erotica dei superuomini (Rizzoli Editore). Pubblicato in Francia nel 2011, sempre da Gallimard con la traduzione di Vincent Raynaud, il romanzo viene salutato dalla stampa francese con una serie di recensioni tra cui Les Inrockuptibles, L'Express, Les Echos. Livres-Hebdo si chiede: "Et si Mancassola, l'air de rien, venait d'écrire le grand roman, jusqu'ici attendu en vain, de l'Amérique post-11-Septembre?" ("E se Mancassola, con naturalezza, avesse scritto il grande romanzo, finora atteso invano, dell'America post-11 settembre?") Per Mediapart, "le roman immense, crépusculaire et somptueux, d'un auteur qui s'impose comme l'une des voix majeures de la littérature italienne contemporaine" ("il romanzo immenso, crepuscolare e sontuoso, di un autore che si impone come una delle voci maggiori della letteratura italiana contemporanea").
Pubblicato in inglese nel 2013 dall'editore indipendente londinese Salammbo Press con la traduzione di Antony Shugaar, il libro è oggetto di articoli sensazionalistici su The Independent e altra stampa non-letteraria di lingua inglese. In seguito, il romanzo viene opzionato dalla casa di produzione americana Annapurna Pictures.
Nel frattempo, nel 2011 pubblica con Einaudi Editore la raccolta di racconti Non saremo confusi per sempre. Il libro, che mescola realtà e fantasia per rileggere in chiave letteraria fatti famosi e drammatici della cronaca italiana, si aggiudica il Premio Fiesole Narrativa Under 40. Viene accolto con favore da critica e pubblico ma anche da alcune riserve. Uno dei racconti del libro diventa il materiale per il film Sicilian Ghost Story diretto da Fabio Grassadonia e Antonio Piazza. Il film, prodotto da Indigo e Cristaldi Film, apre la Semaine de la Critique al Festival di Cannes e viene venduto in oltre venti paesi.
Nel 2013 pubblica il romanzo Gli amici del deserto con Giangiacomo Feltrinelli Editore. Il romanzo esce in Francia nel 2015, pubblicato ancora da Gallimard.
Come sceneggiatore, ha collaborato alla scrittura del film di Andrea Adriatico All'amore assente e al documentario di Marco Segato L'uomo che amava il cinema, presentato nel 2011 alla Mostra del Cinema di Venezia. Come giornalista ha collaborato a lungo con Vogue Italia e con l'edizione italiana di Rolling Stone, firmando su quest'ultima per alcuni anni la rubrica mensile Italia, Amore con Christian Raimo. Ha scritto inoltre per il manifesto, International New York Times, e per la versione online di Internazionale.
A Londra ha fondato il FILL Festival of Italian Literature in London e ne ha diretto le prime edizioni.

## Opere
- Girone, Ragazze, contenuti nella raccolta di racconti Coda. Undici under 25 nati dopo il 1970 a cura di  Silvia Ballestra e Giulio Mozzi, Transeuropa 1996
- Il mondo senza di me, Pequod 2001, ripubblicato nel 2003 negli Oscar Mondadori.
- Luca tende la mano, contenuto nella raccolta di racconti Men on men. Antologia di racconti gay a cura di Daniele Scalise, Piccola Biblioteca Oscar  Mondadori 2002
- Qualcuno ha mentito, Arnoldo Mondadori Editore 2004.
- Last Love Parade, Arnoldo Mondadori Editore 2005. Edizione tascabile, Oscar Mondadori 2006. Ripubblicato in versione aggiornata da il Saggiatore, 2012.
- Il ventisettesimo anno, Minimum Fax 2005.
- La vita erotica dei superuomini, Rizzoli Editore 2008.
- Coppia, contenuto nella raccolta Granta Italia n.2 Sesso Rizzoli 2011.
- Non saremo confusi per sempre,  Einaudi Editore 2011. Ripubblicato da La Nave di Teseo, 2018
- Gli amici del deserto, Giangiacomo Feltrinelli Editore 2013.